# Otostigmus pahangiensis
Otostigmus pahangiensis är en mångfotingart som beskrevs av Karl Wilhelm Verhoeff 1937. Otostigmus pahangiensis ingår i släktet Otostigmus och familjen Scolopendridae. Inga underarter finns listade i Catalogue of Life.